# Fed Cup 2013 Zona Asia/Oceania Gruppo I - Pool B
Il Pool B della Zona Asia/Oceania Gruppo I nella Fed Cup 2013 è uno dei due pool (gironi) in cui è suddiviso il Gruppo I della zona Asia/Oceania. Quattro squadre si sono scontrate nel formato round robin. (vedi anche Pool A)
|   | Pool B              | Uzbekistan (bandiera) | Cina (bandiera) | Taipei cinese (bandiera) | Corea del Sud (bandiera) |
| 1 | Uzbekistan (3-0)    |                       | 2-1             | 2-1                      | 2-1                      |
| 2 | Cina (2-1)          | 1-2                   |                 | 3-0                      | 2-1                      |
| 3 | Taipei cinese (1-2) | 1-2                   | 0-3             |                          | 3-0                      |
| 4 | Corea del Sud (0-3) | 1-2                   | 1-2             | 0-3                      |                          |

## Cina vs. Corea del Sud
| Cina 2 | National Tennis Centre, Astana, Kazakistan 6 febbraio 2013 cemento outdoor | National Tennis Centre, Astana, Kazakistan 6 febbraio 2013 cemento outdoor | Corea del Sud 1 |     |     |  |
| \| \| \| \| 1 \| 2 \| 3 \| \| \| - \| \| -------------------------------------------------- \| --- \| --- \| --- \| \| \| 1 \| \| Qiang Wang Lee So-Ra \| 6 3 \| 5 3 \| \| \| \| 2 \| \| Zhou Yimiao Han Sung-Hee \| 6 3 \| 6 2 \| \| \| \| 3 \| \| Hao Chen Tang / Qiang Wang Kang Seo-Kyung / Yoo Mi \| 5 7 \| 6 4 \| 5 7 \| \| |                                                                            |                                                                            |                 |     |     |  |
| |                                                                            |                                                                            | 1               | 2   | 3   |  |
| 1 | Cina (bandiera) · Corea del Sud (bandiera)                                 | Qiang Wang Lee So-Ra                                                       | 6 3             | 5 3 |     |  |
| 2 | Cina (bandiera) · Corea del Sud (bandiera)                                 | Zhou Yimiao Han Sung-Hee                                                   | 6 3             | 6 2 |     |  |
| 3 | Cina (bandiera) · Corea del Sud (bandiera)                                 | Hao Chen Tang / Qiang Wang Kang Seo-Kyung / Yoo Mi                         | 5 7             | 6 4 | 5 7 |  |

## Taipei Cinese vs. Uzbekistan
| Taipei cinese 1 | National Tennis Centre, Astana, Kazakistan 6 febbraio 2013 cemento outdoor | National Tennis Centre, Astana, Kazakistan 6 febbraio 2013 cemento outdoor | Uzbekistan 2 |     |     |  |
| \| \| \| \| 1 \| 2 \| 3 \| \| \| - \| \| ------------------------------------------------------------------ \| --- \| --- \| --- \| \| \| 1 \| \| Chan Chin-wei Nigina Abduraimova \| 2 6 \| 6 2 \| 4 6 \| \| \| 2 \| \| Chang Kai-chen Akgul Amanmuradova \| 2 6 \| 6 4 \| 4 6 \| \| \| 3 \| \| Chan Chin-wei / Hua-Chen Lee Nigina Abduraimova / Sabina Sharipova \| 7 5 \| 3 6 \| 6 1 \| \| |                                                                            |                                                                            |              |     |     |  |
| |                                                                            |                                                                            | 1            | 2   | 3   |  |
| 1 | Taipei cinese (bandiera) · Uzbekistan (bandiera)                           | Chan Chin-wei Nigina Abduraimova                                           | 2 6          | 6 2 | 4 6 |  |
| 2 | Taipei cinese (bandiera) · Uzbekistan (bandiera)                           | Chang Kai-chen Akgul Amanmuradova                                          | 2 6          | 6 4 | 4 6 |  |
| 3 | Taipei cinese (bandiera) · Uzbekistan (bandiera)                           | Chan Chin-wei / Hua-Chen Lee Nigina Abduraimova / Sabina Sharipova         | 7 5          | 3 6 | 6 1 |  |

## Cina vs. Uzbekistan
| Cina 1 | National Tennis Centre, Astana, Kazakistan 7 febbraio 2013 cemento outdoor | National Tennis Centre, Astana, Kazakistan 7 febbraio 2013 cemento outdoor | Uzbekistan 2 |     |   |  |
| \| \| \| \| 1 \| 2 \| 3 \| \| \| - \| \| --------------------------------------------------------- \| --- \| --- \| - \| \| \| 1 \| \| Hao Chen Tang Nigina Abduraimova \| 3 6 \| 2 6 \| \| \| \| 2 \| \| Qiang Wang Akgul Amanmuradova \| 1 6 \| 5 7 \| \| \| \| 3 \| \| Hao Chen Tang / Qiang Wang Arina Folts / Sabina Sharipova \| 6 1 \| 6 3 \| \| \| |                                                                            |                                                                            |              |     |   |  |
| |                                                                            |                                                                            | 1            | 2   | 3 |  |
| 1 | Cina (bandiera) · Uzbekistan (bandiera)                                    | Hao Chen Tang Nigina Abduraimova                                           | 3 6          | 2 6 |   |  |
| 2 | Cina (bandiera) · Uzbekistan (bandiera)                                    | Qiang Wang Akgul Amanmuradova                                              | 1 6          | 5 7 |   |  |
| 3 | Cina (bandiera) · Uzbekistan (bandiera)                                    | Hao Chen Tang / Qiang Wang Arina Folts / Sabina Sharipova                  | 6 1          | 6 3 |   |  |

## Taipei Cinese vs. Corea del Sud
| Taipei cinese 3 | National Tennis Centre, Astana, Kazakistan 7 febbraio 2013 cemento outdoor | National Tennis Centre, Astana, Kazakistan 7 febbraio 2013 cemento outdoor | Corea del Sud 0 |     |     |  |
| \| \| \| \| 1 \| 2 \| 3 \| \| \| - \| \| ----------------------------------------------------- \| --- \| --- \| --- \| \| \| 1 \| \| Chan Chin-Wei Lee So-Ra \| 4 6 \| 6 1 \| 6 2 \| \| \| 2 \| \| Chang Kai-chen Han Sung-Hee \| 6 0 \| 4 6 \| 6 3 \| \| \| 3 \| \| Chang Kai-chen / Lee Hua-Chen Kang Seo-Kyung / Yoo Mi \| 6 2 \| 6 4 \| \| \| |                                                                            |                                                                            |                 |     |     |  |
| |                                                                            |                                                                            | 1               | 2   | 3   |  |
| 1 | Taipei cinese (bandiera) · Corea del Sud (bandiera)                        | Chan Chin-Wei Lee So-Ra                                                    | 4 6             | 6 1 | 6 2 |  |
| 2 | Taipei cinese (bandiera) · Corea del Sud (bandiera)                        | Chang Kai-chen Han Sung-Hee                                                | 6 0             | 4 6 | 6 3 |  |
| 3 | Taipei cinese (bandiera) · Corea del Sud (bandiera)                        | Chang Kai-chen / Lee Hua-Chen Kang Seo-Kyung / Yoo Mi                      | 6 2             | 6 4 |     |  |

## Cina vs. Taipei Cinese
| Cina 3 | National Tennis Centre, Astana, Kazakistan 8 febbraio 2013 cemento outdoor | National Tennis Centre, Astana, Kazakistan 8 febbraio 2013 cemento outdoor | Taipei cinese 0 |     |     |  |
| \| \| \| \| 1 \| 2 \| 3 \| \| \| - \| \| ---------------------------------------------------------- \| ---- \| --- \| --- \| \| \| 1 \| \| Hao Chen Tang Chan Chin-wei \| 65 7 \| 6 4 \| 6 1 \| \| \| 2 \| \| Qiang Wang Chang Kai-chen \| 7 65 \| 6 3 \| \| \| \| 3 \| \| Hao Chen Tang / Zhou Yimiao Chan Chin-wei / Chang Kai-chen \| 6 3 \| 6 4 \| \| \| |                                                                            |                                                                            |                 |     |     |  |
| |                                                                            |                                                                            | 1               | 2   | 3   |  |
| 1 | Cina (bandiera) · Taipei cinese (bandiera)                                 | Hao Chen Tang Chan Chin-wei                                                | 65 7            | 6 4 | 6 1 |  |
| 2 | Cina (bandiera) · Taipei cinese (bandiera)                                 | Qiang Wang Chang Kai-chen                                                  | 7 65            | 6 3 |     |  |
| 3 | Cina (bandiera) · Taipei cinese (bandiera)                                 | Hao Chen Tang / Zhou Yimiao Chan Chin-wei / Chang Kai-chen                 | 6 3             | 6 4 |     |  |

## Uzbekistan vs. Corea del Sud
| Uzbekistan 2 | National Tennis Centre, Astana, Kazakistan 8 febbraio 2013 cemento outdoor | National Tennis Centre, Astana, Kazakistan 8 febbraio 2013 cemento outdoor | Corea del Sud 1 |      |     |  |
| \| \| \| \| 1 \| 2 \| 3 \| \| \| - \| \| --------------------------------------------------------------- \| ---- \| ---- \| --- \| \| \| 1 \| \| Arina Folts Lee So-Ra \| 3 6 \| 62 7 \| \| \| \| 2 \| \| Sabina Sharipova Han Sung-Hee \| 7 65 \| 6 3 \| \| \| \| 3 \| \| Nigina Abduraimova / Akgul Amanmuradova Kang Seo-Kyung / Mi Yoo \| 2 6 \| 6 1 \| 6 3 \| \| |                                                                            |                                                                            |                 |      |     |  |
| |                                                                            |                                                                            | 1               | 2    | 3   |  |
| 1 | Uzbekistan (bandiera) · Corea del Sud (bandiera)                           | Arina Folts Lee So-Ra                                                      | 3 6             | 62 7 |     |  |
| 2 | Uzbekistan (bandiera) · Corea del Sud (bandiera)                           | Sabina Sharipova Han Sung-Hee                                              | 7 65            | 6 3  |     |  |
| 3 | Uzbekistan (bandiera) · Corea del Sud (bandiera)                           | Nigina Abduraimova / Akgul Amanmuradova Kang Seo-Kyung / Mi Yoo            | 2 6             | 6 1  | 6 3 |  |